# Stade um Bëschel
Het Stade um Bëschel is een multifunctioneel stadion in Hautcharage, een stad in Luxemburg. Het stadion wordt vooral gebruikt voor voetbalwedstrijden, de voetbalclub UN Käerjeng 97 maakt gebruik van dit stadion. In het stadion is plaats voor 1.000 toeschouwers.